# Cantonul Auros
Cantonul Auros este un canton din arondismentul Langon, departamentul Gironde, regiunea Aquitania, Franța.

## Comune
- Aillas
- Auros (reședință)
- Barie
- Bassanne
- Berthez
- Brannens
- Brouqueyran
- Castillon-de-Castets
- Coimères
- Lados
- Pondaurat
- Puybarban
- Savignac
- Sigalens